# Macroscepis
Macroscepis là chi thực vật có hoa trong họ Apocynaceae.